# Tu viện Sümela

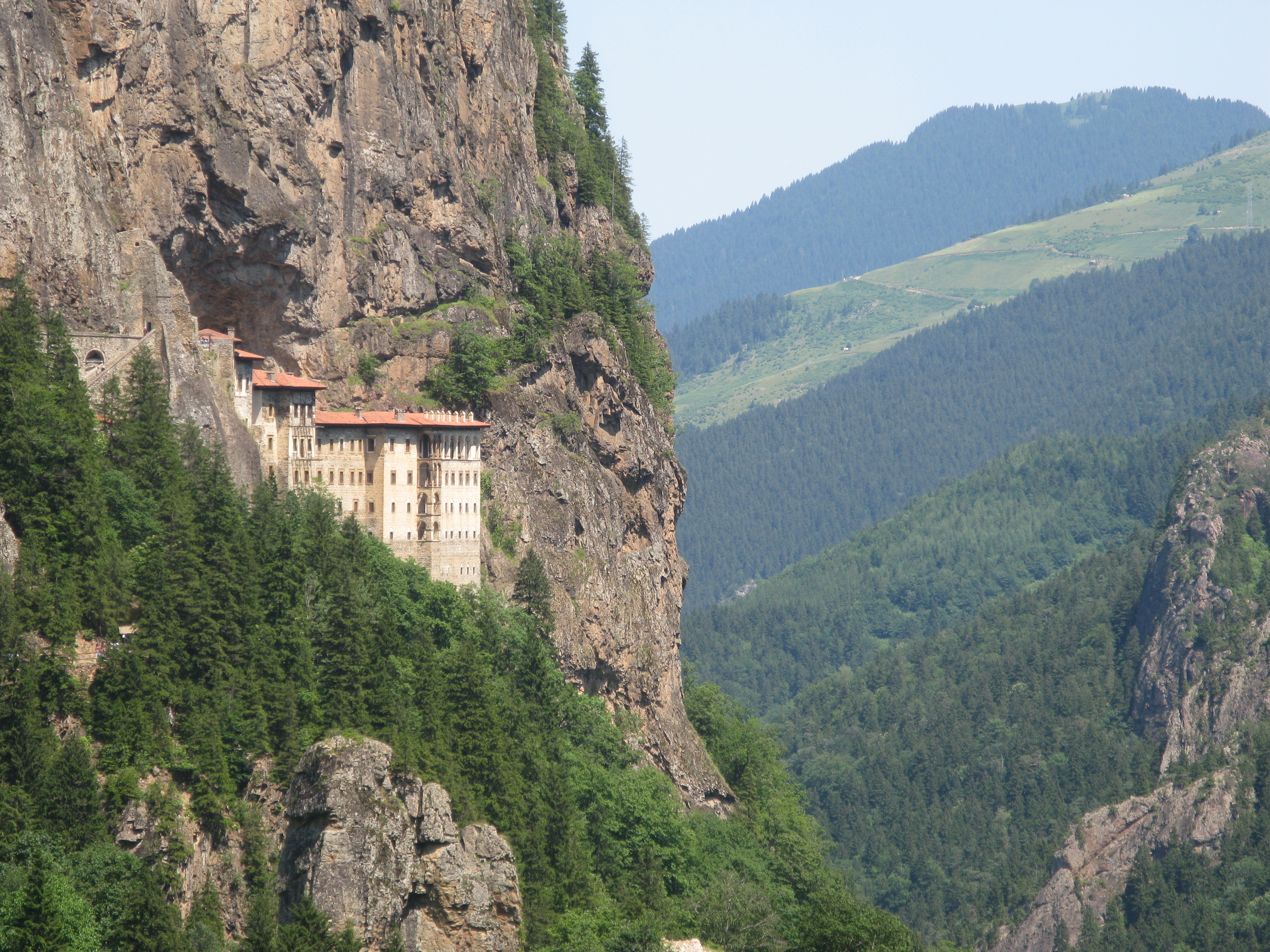
Tu viện Sümela

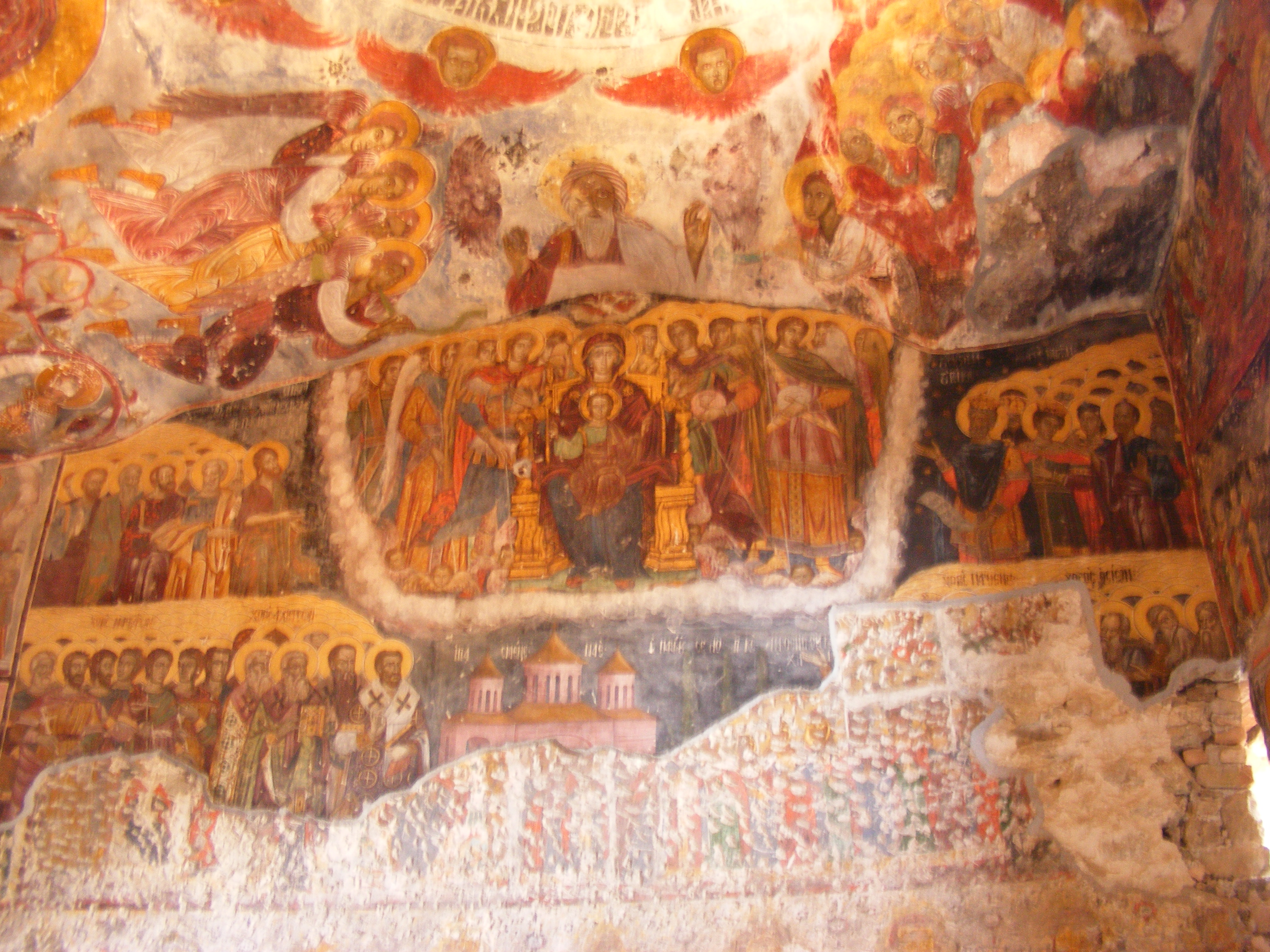
Bích họa ở Sümela

Tu viện Sümela là một tu viện trên núi gần Trabzon, tỉnh Trabzon, Thổ Nhĩ Kỳ. Tu viện Sumela được xây dựng vào trong một vách đá ở thung lũng Altmdere, Thổ Nhĩ Kỳ trên độ cao 1.200m.
Tu viện Sümela đã được thiết lập lập năm 386 dưới thời trị vì của hoàng đế Theodosius I. Trong quá trình lịch sử lâu dài của nó, tu viện bị hư hại nhiều lần và đã được các vị hoàng đế khác nhau cho khôi phục. Tu viện đạt tới hình dạng hiện tại của nó vào thế kỷ 13 sau khi trở nên nổi tiếng dưới thời trị vì của Alexios III.
Tu viện đã bị bỏ hoang sau khi đệ nhất thế chiến kết thúc do sự trao đổi dân số giữa Hy Lạp và Thổ Nhĩ Kỳ buộc khoảng 2 triệu người Hy Lạp và người Thổ phải rời khỏi cộng đồng lâu đời của họ ở Thổ Nhĩ Kỳ hay Hy Lạp để trở về quê hương dân tộc của họ. Tu viện bị bỏ hoang trong nhiều thập kỷ trước khi được phục hồi một phần và được sử dụng trở lại để làm viện bảo tàng.